# Moonbin
Đây là một tên người Triều Tiên, họ là Moon.
Moonbin hay Moon Bin (tiếng Hàn: 문빈; Hanja: 文彬; Hán-Việt: Văn Bân, 26 tháng 1 năm 1998 – 19 tháng 4 năm 2023) là một nam ca sĩ, diễn viên và người mẫu người Hàn Quốc. Anh là cựu thành viên của nhóm nhạc nam Astro, nhóm nhỏ Moonbin & Sanha do Fantagio thành lập và quản lý.

## Tiểu sử
Moonbin sinh ngày 26 tháng 1 năm 1998 tại Cheongju, tỉnh Chungcheong Bắc, Hàn Quốc; mất ngày 19 tháng 4 năm 2023 tại quận Gangnam, Seoul, Hàn Quốc. Anh tốt nghiệp tại Trường Trung học Nghệ thuật Hanlim, chuyên ngành âm nhạc thực hành.
Anh là con lớn trong gia đình gồm bố, mẹ và em gái. Em gái của Moonbin tên là Moonsua, hiện đang được biết đến với tư cách là thành viên của Billlie.

## Sự nghiệp

### 2009–2016: Sự nghiệp diễn xuất
Moonbin tham gia làng giải trí từ rất sớm. Ngay từ năm 2004, khi mới 6 tuổi, anh đã ra mắt với vai trò là người mẫu, diễn viên nhí và là một ulzzang.
Năm 2006, anh xuất hiện trong video ca nhạc "Balloon" của TVXQ .
Năm 2007, nam idol được giới thiệu là hình ảnh Yunho nhí của TVXQ trong chương trình Star King.
Năm 2009, Moonbin được tham gia diễn xuất trong bộ phim Vườn sao băng với vai diễn So Yi-jung (chàng gốm) nhỏ tuổi.
Năm 2012, anh cùng Chani (SF9) và Lee Jae-sung được làm hình ảnh đại điện cho cuộc tuyển chọn iTeen của Fantagio. Năm 2013, nam thần tượng cùng Cha Eun-woo tham gia trong cuộc thi tuyển chọn mùa đông cùng Mr. Pizza.
Năm 2014, thành viên ASTRO xuất hiện trong chương trình thời sự của đài KBS cùng Cha Eun-woo, Rocky và Jin Jin.
Năm 2015, anh tham gia diễn xuất trong web-drama To be Continued cùng với các thành viên trong nhóm iTeen.

### 2016–2023: Ra mắt cùng Astro, hoạt động solo
Ngày 23 tháng 2 năm 2016, Moonbin đã ra mắt với nhóm nhạc Astro trong vai trò là thành viên hát dẫn và nhảy chính  của nhóm. Sau khi debut, anh chỉ tham gia diễn xuất các vai nhỏ hoặc làm khách mời trong một vài bộ phim.
Năm 2017-2018, anh và Astro dừng hoạt động do tình hình bất ổn nội bộ của công ty quản lý.
Năm 2019, nam idol chính thức trở lại với vai trò diễn viên. Moonbin đảm nhận vai Jung Oh-je trong bộ phim Moment at Eighteen. Cũng trong năm này, anh tham gia làm thành viên cố định trong show truyền hình "The Ultimate Watchlist cùng với Jiho và Kim Ye-won (Oh My Girl).
Tháng 11 năm 2019, Moonbin tạm dừng tất cả các hoạt động quảng bá cùng Astro do gặp vấn đề về sức khỏe.

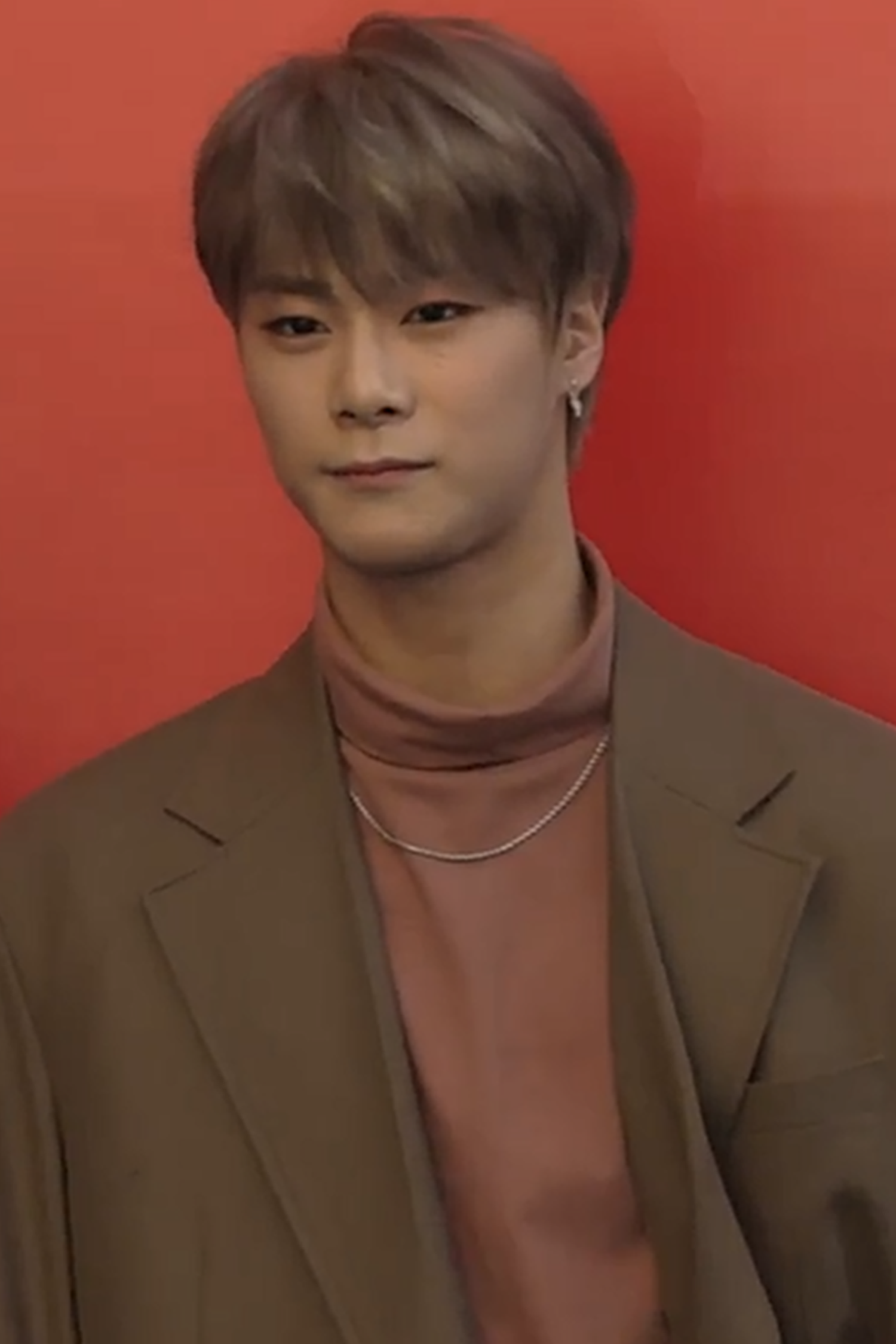
Moonbin tại Tuần lễ thời trang xuân hè Hera Seoul 2019 vào ngày 19 tháng 10 năm 2018.

Sau thời gian phục hồi vấn vấn đề về sức khoẻ, ngày 3 tháng 3 năm 2020, Moonbin trở lại với vai trò là MC cố định cho chương trình Show Champion cùng với Sanha. Cũng trong tháng 3, Moon Bin được lựa chọn cho vai chính trong web drama Hoàng tử tiên cá.
Ngày 14 tháng 9 năm 2020, Moonbin cùng Sanha ra mắt với tư cách nhóm nhỏ đầu tiên của Astro, với EP In-Out.

## Qua đời
Vào khoảng 20 giờ 10 phút tối ngày 19 tháng 4 năm 2023 (giờ địa phương), quản lý của Moonbin phát hiện anh đã qua đời tại nhà riêng ở tuổi 25. Hiện các cơ quan chức năng địa phương vẫn đang tiến hành điều tra vụ việc. Nguyên nhân cái chết chưa được làm rõ và kết luận, tuy nhiên, điều tra sơ bộ từ Sở cảnh sát quận Gangnam cho biết đây là một vụ tự tử. Phản ứng gần như ngay lập tức sau vụ việc, thành viên cùng nhóm là Cha Eun-woo đã kết thúc sớm hoạt động cá nhân ở Mỹ và bay về Hàn Quốc, trong khi Jin Jin và Sanha được cho là đã túc trực bên linh cữu suốt đêm cùng gia đình Moonbin. Thành viên MJ đang thực hiện nghĩa vụ quân sự đã xin nghỉ phép để tham dự tang lễ của Moonbin. Thành viên nhóm nhạc nữ Hàn Quốc Billlie, Moon Sua, là em gái của Moonbin, đã thông báo tạm thời dừng mọi hoạt động.
Sự ra đi của Moonbin đã có tác động lên các hoạt động của ngành giải trí Hàn Quốc. Nhóm nhạc nữ Le Sserafim hủy lịch trình chụp ảnh trước thềm ghi hình Knowing Bros của kênh JTBC, đoàn làm phim Dream có sự tham gia của diễn viên IU và Park Seo-joon đóng chính đã hủy bỏ buổi phỏng vấn với truyền thông, Youngjae (Got7) hủy bỏ buổi phát sóng radio Close Friend, Music Bank hủy bỏ việc quay phim trên đường đi làm và sẽ phát sóng lời chia buồn dành cho Moonbin ở cuối chương trình.
Tang lễ Moonbin được tổ chức vào lúc 8 giờ ngày 22 tháng 4 năm 2023 tại nhà tang lễ của Trung tâm y tế Asan, Seoul. Thể theo nguyện vọng của gia đình nam ca sĩ, tang lễ được tổ chức kín đáo và chỉ có sự tham gia của người thân, bạn bè và nhân viên công ty.

## Danh sách đĩa nhạc

### Bài hát/Album
| Năm  | Bài hát                      | Album   | Hợp tác              | Ghi chú                                    |
| 2017 | Fly day                      |         | MJ                   | Bài hát viết cho Thế vận hội Mùa đông 2018 |
| 2018 | "Language Test" ("언어영역") | FM201.8 | Ji Suyeon, Weki Meki | Digital Single                             |
| 2020 | Bad Idea                     | IN-OUT  | Moon Bin, Sanha      | Album                                      |
| 2022 | Who                          | REFUGE  | Moon Bin, Sanha      | Album                                      |

## Danh sách phim & chương trình truyền hình

### Phim truyền hình
| Năm  | Tên Phim                    | Vai                            | Đài               | Chú thích            |
| 2009 | Vườn Sao Băng               | So Yi Jung nhỏ                 | KBS2              |                      |
| 2015 | Persevere, Goo Hae Ra       | Cameo (Ep.1) với Rocky (Astro) | Mnet              |                      |
| 2015 | To Be Continued             | Moon Bin                       | NAVER tvcast      | Web drama cùng ASTRO |
| 2017 | Revenge Note/ Sweet Revenge | Cameo                          | Oksusu            |                      |
| 2017 | Idol Fever                  |                                | Naver TV Cast     |                      |
| 2019 | Soul Plate                  | Muriel                         | Naver TV, YouTube | Web Drama cùng ASTRO |
| 2019 | Moment of Eighteen          | Jung Oh Je                     | jTBC              |                      |
| 2020 | Mermaid Prince              | Woo Hyuk                       | Lifetime          |                      |
| 2020 | Mermaid Prince 2            | Woo Hyuk                       | Lifetime          |                      |

### Chương trình truyền hình
| Năm  | Chương trình                                  | Thông tin | Kênh phát sóng |
| 2015 | Golden Bell Challenge                         | Tập 800 | KBS            |
|      | Weekly Idol                                   | Tập 256, 279, 307, 404, 451 | MBC            |
| 2016 | ISAC (Idol Star Athletic Championship)        | Tập đặc biệt nhân dịp Tết Trung thu 2016 | MBC            |
| 2016 | ISAC (Idol Star Athletic Championship)        | Các tập đặc biệt nhân dịp Tết Nguyên đán và Tết Trung thu 2018 | MBC            |
| 2016 | ISAC (Idol Star Athletic Championship)        | Tập đặc biệt nhân dịp Tết Trung thu 2016 | MBC            |
| 2017 | Song Ji-hyo's Beauty View                     | Khách mời trong tập 1 cùng Cha Eun-woo | JTBC2          |
| 2017 | 1 vs 100                                      | Tập 426 - cùng Cha Eun-woo, MJ | KBS2           |
|      | After School Club (ASC)                       | Tập 202, 219, 291, 419 | Arirang TV     |
|      | Immortal Song                                 | Tập 282, 311, 332, 333, 390, 391 | KBS            |
| 2016 | ASTRO KCON Immigration                        | Cùng Astro | Mnet           |
| 2017 | Hello Counselor                               | Tập 333 cùng Cha Eun-woo | KBS World      |
| 2017 | Replies That Makes Us Flutter                 | Cùng Cha Eun-woo và Dahyun (Twice) |                |
|      | Lipstick Prince S1                            | Tập 2 cùng Cha Eun-woo | Onstyle        |
| 2018 | Sugar Man S2                                  | Tập 3 – cùng Red Velvet | JTBC           |
| 2018 | The Ultimate Watchlist of latest trend        | | XtvN           |
| 2018 | Accidental Behavioral Science Research Center | Cùng Andy (Shinhwa), Bora, Eric Nam | tvN            |
| 2019 | Idol Radio                                    | Tập 13, 25, 32, 39, 46, 53, 74, 81, 88, 115, 157, 164, 204, 136, 252 Tập 42, 135, 213, 220, 241, 248, 318, 332, 339, 346, 395 – cùng Sanha Tập 114, 524, 421 (cùng Astro) | MBC            |
| 2019 | Ultimate Watchlist of the latest trends       | Mùa 1, 2 | XtVN           |
| 2017 | The Hit Maker                                 | Tập 4 cùng MJ, JinJin | MBC Every1     |
| 2019 | Baek Jong Won's Alley Restaurants             | Tập 159 cùng JinJin | KOCOWA         |
| 2019 | Amigo TV                                      | |                |
| 2019 | Battle Trip                                   | MC đặc biệt | Olive          |
| 2019 | The Ultimate Watchlist: Season 2              | | XtvN           |
| 2020 | The Food Avengers                             | | Olive          |
| 2021 | Saturday Night Live season 11                 | Thành viên thường xuyên |                |

### Tạp chí
| Năm  | Ngày        | Tạp chí      | Tham khảo | Chú thích      |
| ---- | ----------- | ------------ | --------- | -------------- |
| 2018 | 16 tháng 10 | Men's Health | [ 20 ]    | Bìa tạp chí    |
| 2019 | tháng 7     | Elle Korea   | [ 21 ]    | Phỏng vấn      |
| 2020 | tháng 5     | Vogue Korea  | [ 22 ]    | Ảnh thời trang |

### Dẫn chương trình
| Năm       | Chương trình  | Vai trò    | Chú thích |
| --------- | ------------- | ---------- | --------- |
| 2020-2021 | Show Champion | MC cố định | [ 23 ]    |